# Outeiro (Belém)
Outeiro é um dos oito distritos administrativos de Belém: sua parte insular é composta por 26 ilhas, sendo a mais povoada com cerca de 80.000 habitantes, distribuídas em quatro bairros, vivendo na Ilha de Caratateua, onde fica a sede do Distrito de Outeiro, distante cerca de 25km do centro de Belém, ligada pelo Distrito de Icoaraci através de uma ponte construída nos anos 80 do século XX. Assim como Icoaraci e Mosqueiro, Outeiro é uma região balneária muito procurada, em especial devido a proximidade com o centro da Capital, por pessoas que vão lá em busca de suas sete praias de água doce.
A ilha é banhada por águas doces, turvas, de característica barrenta, provenientes da baía do Guajará. Tem como principais atrativos turísticos suas praias, entre as quais a Praia do Amor, Praia Grande e Praia da Brasília. Sua orla é em sua maior parte urbanizada, contando com várias barracas que servem frutos do mar em geral e bebidas diversas.
Possui ligação com Belém por vans de transporte alternativo, que fazem linha Outeiro-Icoaraci e Outeiro-Belém, linhas de ônibus que passam pelo Terminal Rodoviário de Belém a cada 30 minutos. O tempo de viagem é de aproximadamente 45 minutos.
Outeiro é onde morou Lilian Fofha, famosa carnavalesca na década de 1980, que trabalhou na Mocidade Parafuseta do Caratateua, bicampeã de blocos carnavalescos (1983-84).

## História
O início efetivo de sua colonização começa em 1893 no governo de José Paes de Carvalho, com assentamento de retirantes nordestinos, italianos, espanhóis e portugueses. Nessa época uma colônia agrícola seria implementa com cerca de doze família de italianos, a qual daria origem ao Colégio Agrícola "Manoel Barata", que viria posteriormente ser transferido para Castanhal na década de 70 do século XX, e daria lugar a atual Escola de Aperfeiçoamento de Praças - CFAP, também conhecido como Centro de Ensino "Coronel Moreira", ligado a Polícia Militar do Pará.
O balneário, sempre muito visitado pela população de baixa renda das cidades de Belém e Icoaraci (por conta de suas praias) também atraia a classe média no tempo em que o acesso à ilha só era possível através de "ferry boat". Ao longo dos anos 70 e 80, longas filas de carros se formavam nos finais de semana tanto para entrar quanto para sair da ilha, deslocamento que chegava a durar mais de 4 ou 5 horas. A dificuldade de acesso, as longas filas para se retornar a Belém ou a Icoaraci em transportes coletivos superlotados desanimavam a população de baixa renda que precisava retornar no mesmo dia para suas casas. Contudo, a classe média, que possuía imóveis na Ilha, podia desfrutar melhor do balneário quando ele esvaziava e sobretudo ao longo da semana e nas férias de julho. 
Com a construção, em 1986, pelo então governador Jader Barbalho, de uma ponte ligando o continente à ilha, e a consequente facilidade de deslocamento por transporte público, teve início um grande deslocamento populacional para a região, seguido da construção de imóveis em áreas invadidas. Como acontece sempre que uma região ou balneário é ocupado por populações de baixa renda, a classe média migra imediatamente para regiões mais distantes. Os comerciantes locais, fortemente dependentes do turismo da classe média, não perceberam de imediato o efeito paradoxalmente negativo que a construção da ponte poderia ter sobre os negócios. Em menos de 3 anos cessou quase que por completo o turismo da classe média na ilha, deslocamento sazonal que movimentava as noites na Av. Beira-mar e na pracinha próxima à Praia dos Artistas (antiga "prainha") nas férias de Julho. 
Atualmente, a Ilha de Caratateua (como também e chamada) conta com o 26º Batalhão de Polícia Militar para a preservação da ordem pública, de forma que desde sua implementação,em julho de 2018, é percebido considerável redução nos índices de criminalidade local.(...) e com um sistema de saúde que não consegue dar conta do crescimento populacional desordenado. A ilha de São João do Outeiro não conta com hospitais públicos e nem com clínicas privadas. A educação é igualmente precária e a população sobrevive majoritariamente do comércio.

## Escola Bosque
Ainda na área de ensino, o Distrito do Outeiro também abriga a Fundação Centro de Referência em Educação Ambiental Escola Bosque Professor "Eidorfe Moreira" (Funbosque), que como o próprio nome já diz, está voltada para a educação ambiental. Foi inaugurada na década de 90 do século XX, localizada no bairro de São João do Outeiro, ocupa cerca de 120.000 m2 de mata preservada, a Escola atua mediante a formação de profissionais ligados à área de estudos sobre o meio ambiente e a implementação de projetos e ações educacionais voltados para a sua preservação.
No Distrito de Outeiro também funciona a Casa Escola de Pesca, voltada especialmente para o aperfeiçoamento profissional de filhos de pescadores, na área de pesca e agricultura, atendendo a região insular da Capital onde essas atividades ainda são viabilizadas, a Escola está localizada no bairro de Itaiteua.

## Turismo
Destinada originalmente como área rural de Belém segundo o Plano de Diretor de Outeiro, a construção da ponte que liga a Ilha ao município acabou inserindo a Ilha de Caratateua na zona de expansão urbana de Belém, com uma consequente ocupação desordenada. Outro resultado disso é que Outeiro se tornou uma alternativa popular e barata de lazer, além das atividades agrícolas tradicionais, uma parcela significativa da Ilha hoje vive do movimento sazonal de visitantes em busca de suas praias (Brasília, Prainha dos Artistas, Praia Grande, Praia do Amor, Ponta do Barro Branco e da Água Boa) e balneários (Paraíso dos Reis -  bairro de São João do Outeiro e Curuperé - bairro de Água Cristalina).
Nos finais de semana, e sobretudo nas férias escolares de julho, a população da pequena ilha aumenta com a chegada de pessoas em viagem de férias, podendo chegar a 100.000 mil habitantes.